# Wölfnitzbach (Glan)
Der Wölfnitzbach ist ein rechter Nebenfluss der Glan im österreichischen Bundesland Kärnten.

## Verlauf
Der Wölfnitzbach entspringt im Klagenfurter Becken nördlich des Wörthersees. Im Oberlauf wird er auch Moosburger Bach genannt. Er fließt in östlicher Richtung, bis er bei Feschnig in die Glan mündet.
Seine Quelle liegt in der Gemeinde Techelsberg. Vor Stallhofen kommt er in die Gemeinde Moosburg, wo er den Mitterteich durchfließt. In Klagenfurt durchfließt er den Bezirk Wölfnitz und mündet nach Lendorf in die Glan.

## Nebenbäche
Das Einzugsgebiet des Wölfnitzbachs umfasst 74,9 Quadratkilometer. Die wichtigsten Nebenbäche sind:
| Name                 | Mündungsseite | Mündungsort   | Einzugsgebiet in km² |
| -------------------- | ------------- | ------------- | -------------------- |
| Bach von Obergöriach | links         | Bärndorf      | 02,2                 |
| Bach von Knasweg     | links         | Mitterteich   | 04,3                 |
| Rosenauer Bach       | links         | Ratzenegg     | 12,3                 |
| Retschachbach        | links         | Ponfeld       | 04,9                 |
| St. Martiner Bach    | links         | Ponfeld       | 03,7                 |
| Weißenbach           | links         | Pitzelstätten | 02,5                 |
| Strugabach           | rechts        | Lendorf       | 10,3                 |

## Orte
Der Wölfnitzbach fließt durch dicht besiedeltes Gebiet nördlich des Wörthersees im Einzugsgebiet von Klagenfurt. Orte am Bach sind:
- Poredia
- Bärndorf
- Stallhofen
- Moosburg
- Seigbichl
- Ponfeld
- Wölfnitz
- Lendorf

## Verkehr
- Rad: Eine Verlängerung des Ossiacher See Radwegs R2 führt von Feldkirchen nach Moosburg und hier den Wölfnitzbach entlang nach Klagenfurt.[3]
- Straße: Die Turracher Straße B95 verläuft von Moosburg bis zum Knoten Klagenfurt Nord der Süd Autobahn parallel zum Wölfnitzbach. Die Süd Autobahn überquert den Wölfnitzbach knapp vor dessen Mündung in die Glan.[1]